# 진경여자고등학교
진경여자고등학교(眞景女子高等學校)는 대한민국 전북특별자치도 익산시 황등면 황등리에 있는 사립 고등학교이다.

## 학교 연혁
- 1964년 11월 12일 : 학교법인(진경학원) 설립인가, 설립자 한용석 장로
- 1965년 3월 1일 : 진경여자중학교 개교
- 1971년 3월 1일 : 진경여자상업고등학교 개교(3학급)
- 1976년 3월 1일 : 현 위치로 고등학교 교사 및 부속시설 신축 분리 이전
- 1978년 10월 30일 : 학급증설 인가 (18학급)
- 1999년 5월 26일 : 용인당(체육관) 준공
- 2001년 3월 1일 : 진경여자고등학교로 교명 변경
- 2006년 1월 25일 : 전라북도교육청 지정 자율학교 승인
- 2007년 3월 1일 : 한병수 이사장 취임
- 2007년 12월 18일 : 전라북도 교육감 지정 특성화고교 승인
- 2022년 3월 1일 : 조정곤 교장 취임
- 2023년 1월 6일 : 제49회 졸업식(67명, 졸업동문 10,991명)
- 2024년 3월 4일 : 경영사무과(1학급), 카페디저트과(1학급), 조리제빵과(1학급), 토탈뷰티과(2학급) 신입생 입학

## 설치 학과
- 토탈뷰티과
- 카페디저트과
- 국제무역과
- 경영사무과
- 조리제빵과

## 참고 자료
- 진경여자고등학교 - 한국교육학술정보원 학교알리미